# Dennis Oliech
Dennis Oliech (Nairobi, 2 de fevereiro de 1985), é um ex-futebolista queniano que atuava como meia. Atualmente possui um contrato com a empresa de apostas, Betway.

## Seleção nacional
Oliech estreou com 17 anos numa partida contra a Nigéria, perdendo de 3 a 0. Ao longo dos anos virou uma grande referencia no ataque, disputando a CAN de 2004 e tornando-se o maior artilheiro da história com 34 gols.